# イスラエル・エルナンデス
イスラエル・エルナンデス（Israel Hernández Planas 1970年1月7日- ）はキューバのサンティアーゴ・デ・クーバ出身の柔道選手。階級は65kg級。身長172cm。

## 人物
普段は65kg級の選手として活躍していたが、1990年の世界ジュニアでは60kg級に出場して、決勝でソ連のニコライ・オジョギンに敗れて2位となった。翌年の世界選手権も60kg級で出場したが5位にとどまった。1992年バルセロナオリンピックでは準決勝でハンガリーのチャーク・ヨージェフに釣腰で敗れたものの銅メダルを獲得した。さらに1996年アトランタオリンピックでは3回戦でドイツのウド・クエルマルツに支釣込足で敗れたものの、その後敗者復活戦を勝ち上がって、3位決定戦では前回のオリンピックで敗れたチャークを判定で破って2大会連続の銅メダルを獲得した。1997年の世界選手権ではまたも5位に終わり、世界選手権ではメダルを獲得できずに終わった。

## 主な戦績
- 1988年 - フランス国際　3位
- 1988年 - ハンガリー国際　3位
- 1990年 - 世界ジュニア　2位(60kg級)
- 1990年 - パンナム選手権　優勝
- 1991年 - ブルガリア国際　2位
- 1991年 - 世界選手権　5位(60kg級)
- 1991年 - パンアメリカン競技大会　3位
- 1992年 - パンナム選手権　2位
- 1992年 - バルセロナオリンピック　3位
- 1994年 - フランス国際　3位
- 1994年 - オーストリア国際　3位
- 1994年 - パンナム選手権　優勝
- 1995年 - ベルギー国際　2位
- 1995年 - オーストリア国際　2位
- 1995年 - パンアメリカン競技大会　優勝
- 1996年 - オーストリア国際　3位
- 1996年 - アトランタオリンピック　3位
- 1996年 - パンナム選手権　優勝
- 1997年 - パンナム選手権　優勝
- 1997年 - 世界選手権　5位
- 1999年 - パンアメリカン競技大会　3位